# AR Весов
AR Весов (лат. AR Librae) — одиночная переменная звезда в созвездии Весов на расстоянии (вычисленном из значения параллакса) приблизительно 2388 световых лет (около 732 парсеков) от Солнца. Видимая звёздная величина звезды — от +14,7m до +13,7m.

## Характеристики
AR Весов — красная пульсирующая медленная неправильная переменная звезда (LB) спектрального класса M8.